# Mărul lupului

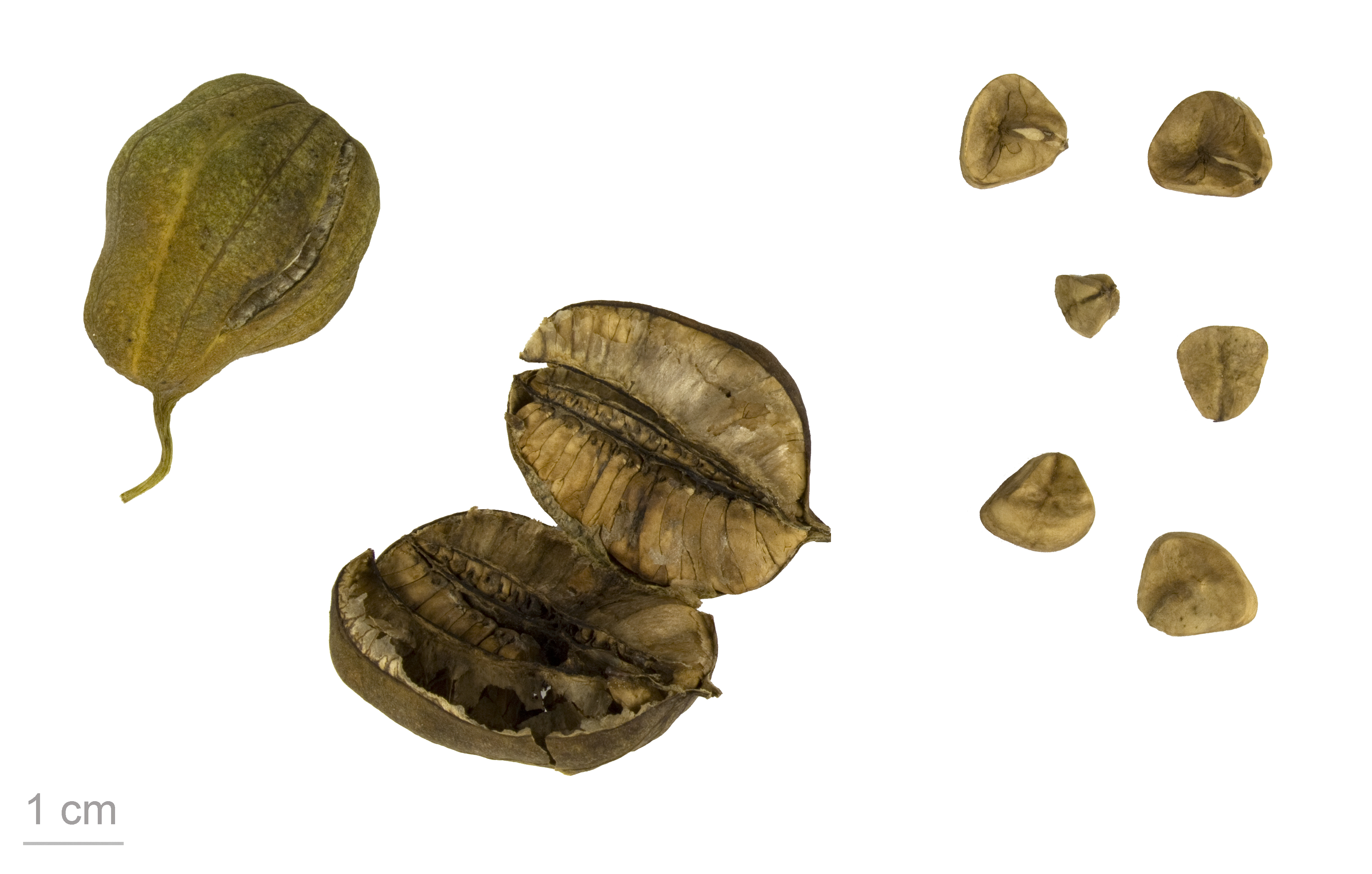
Aristolochia clematitis

Aristolochia clematitis L.,  (Mărul lupului), este o specie de plantă erbacee, perenă, glabră și cu miros neplăcut, care crește în locuri cultivate și în tufișuri.

## Denumire populară
Este cunoscută în limbaj comun, în afară de mărul lupului, și ca , 
- cucurbețea
- cucurbețică
- dalac
- fasolea-cioarei
- lepădătoare
- lingura-frumoaselor
- lingura-popii
- omag
- păsulică
- fasolică
- remf
- limba lupului

## Caracteristici
- Rădăcina este sub formă de rizom repent, ramificat.
- Tulpina aeriană este simplă, erectă, neramificată.
- Frunzele sunt de forma ovat-triunghiulară, cordate la bază și dispuse altern.
- Florile sunt zigomorfe, cu un periant cilindric, în formă de tub lărgit în partea superioară, ca o pâlnie. Apar în mai-iunie, câte 3-5, la subsuoara frunzelor și au culoarea galben-deschis.
- Fructele sunt capsule piriforme, cu multe semințe.

## Farmacologie
Are acțiune purgativă drastică. De asemenea, are acțiune puternic emenagogă și ocitocică. Cercetările recente nu mai recomandă substanțele active din această plantă, deoarece s-a constatat că au acțiune carcinogenă (favorizează dezvoltarea celulelor canceroase). Nu se mai recomandă nici extern.

## Înmulțire
Se înmulțește prin semințe.

## Răspândire
Este frecventă ca buruiană în vii și livezi, în câmpurile cultivate și pe marginea drumurilor, (mai ales în județele: Arad, Bistrița-Năsăud, Caraș-Severin, Cluj, Mureș, Sibiu, Timiș, Mehedinți, Dolj, Gorj, Vâlcea, Ialomița, Ilfov, Prahova, Bacău, Galați, Iași, Neamț, Vaslui).

## Utilizare
Mai nou se crede că reprezintă cauza a mii de cazuri de insuficiență renală din România, Bulgaria, Serbia, Bosnia și Herzegovina și Croația unde se crede că planta este consumată neintenționat prin făină contaminată.
Planta nu se folosește nici intern, nici extern.

## Intoxicațiile
Planta nu se recomandă sub nicio formă. S-au semnalat numeroase intoxicări cu preparate din această plantă recomandate de impostori în "vindecarea tuturor formelor de cancer". În caz de intoxicații cu această plantă, se fac spălături stomacale cu cărbune activ, tanin 2%, diuretice, multe lichide și opiacee.